# Carl Beyer (Pastor)

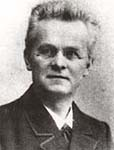
Carl Beyer

Carl August Friedrich Albrecht Beyer (* 14. Februar 1847 in Schwerin; † 25. November 1923 in Rostock) war ein deutscher Pastor, Schriftsteller und Historiker. Er beschäftigte sich intensiv mit der Geschichte Mecklenburgs und erforschte die Vergangenheit der Stadt Laage, deren erste Chronik er schrieb.

## Leben
Carl Beyer wurde als Sohn des Volksschullehrers Georg Johann Beyer und dessen Frau Marie Luise, geb. Hacker, in Schwerin geboren. Er besuchte seit 1856 das Schweriner Gymnasium. Nach dem Abitur im Jahre 1866 studierte er evangelische Theologie in Rostock und Erlangen. Anschließend erhielt er eine Anstellung als Hauslehrer beim Grafen von der Schulenburg in Tressow bei Wismar und war als Lehrer an verschiedenen Schweriner Schulen tätig. Von 1875 bis 1900 war er Pastor in Laage. Ab 1900 lebte er als freier Schriftsteller in Schwerin und Rostock. Beyer starb 1923 zwar in Rostock, wurde jedoch auf dem alten Friedhof in Laage beigesetzt. Der Nervenarzt und Freimaurer Bernhard Beyer und der Friedländer Gymnasiallehrer und Studienrat Karl Beyer (1880–1974) waren seine Söhne. Seine Tochter Marie Beyer (* 1881) war Studienrätin in Schwerin.

## Kritik
Die Literaturkritik schätzte an Carl Beyer vor allem die detailreichen, volksnahen Schilderungen des Alltagslebens in vielen Kurzgeschichten und Erzählungen. Besondere Bedeutung haben die kulturgeschichtlichen Abhandlungen, die ihn als „mecklenburgischen Gustav Freytag“ (Otto Vitense) kennzeichnen. Kritisch gesehen werden die fehlende Meisterschaft bei der Figurengestaltung und – zeitbedingt – die nationalistischen Töne im Alterswerk des Schriftstellers (Reinhard Rösler).

## Ehrungen
Für seine schriftstellerische Leistung wurde Carl Beyer 1917 mit der Verdienstmedaille des Großherzogs von Mecklenburg-Schwerin in Gold ausgezeichnet. Als Autor von kulturhistorischen Schriften trug ihm der Verein für mecklenburgische Geschichte und Altertumskunde die Ehrenmitgliedschaft an. Die Universität Rostock verlieh Beyer 1922 die Ehrendoktorwürde. Am Pfarrhaus der Evangelisch-Lutherischen Kirchgemeinde Laage befindet sich seit ungefähr 1935 eine Gedenktafel, die an den schriftstellernden Pastor erinnert.

## Schriften

### Kulturgeschichtliches
- Geschichte der Stadt Lage. In: Jahrbücher und Jahresberichte des Vereins für mecklenburgische Geschichte und Altertumskunde. Band 52 und 53, Schwerin 1887 und 1888.
- Aus dem Studentenleben des 17. Jahrhunderts. Schwerin 1899.
- Kulturgeschichtliche Bilder aus Mecklenburg. Berlin 1903.
1. Zauberei und Hexenprozesse im evangelischen Mecklenburg. Unter den Elenden und Ehrlosen.
2. Der Landpastor im evangelischen Mecklenburg. Des Bauern Leben und Sitte.
3. Die Regierung und die Bauern. Bei den Leibeigenen.

### Plattdeutsch
- Swinegelgeschichten. 1901.
- Ut de Preußentid. Ein Schauspiel in drei Aufzügen für unser Volk. 1904. – 2. Auflage 1907 (urn:nbn:de:gbv:28-rosdok_ppn1899289186-1).

### Historische Erzählungen und Romane
- Das höchste Heil. Die Geschichte Dietrichs von Bern und seiner Heergesellen.
- Um Pflicht und Recht. Roman aus der Zeit der Vitalienbrüder. 1894.
- Anastasia. Ein historischer Roman aus dem Mittelalter. 1888.
- Pribislav. Historischer Roman aus der Zeit der letzten Freiheitskämpfe der mecklenburgischen Wenden. 1888.
- Gretenwäschen. Preisgekrönte Erzählung aus dem mecklenburgischen Volksleben. um 1890.
- Ein Neubau unter Trümmern. Roman aus der Zeit nach dem Dreißigjährigen Kriege. 1896.
- Wilhelm Pickhingst’s Kriegsfahrten. 1896 [5. Auflage: 1915].
- Der Fischer und die Meerminne. 1896.
- Die alte Herzogin. 1899.
- Die Geschichte vom kleinen Buckligen. 1895.
- Fräulein. Aus der Tiefe. In der letzten Stunde. 1906.[2]
- Die Nebelnixe. Schwerin 1905.
- Die Nonnen von Dobbertin. Roman aus der Zeit der Reformation. 1907.
- Brumm und sein Herr Leut – Dreimal ausgerissen. 1910.
- Der Moorschäfer. Eine Erzählung aus der Vorzeit des deutschen Freiheitskampfes. 1910 [8. Auflage: 1925].
- Pascholl! Ein Volksroman aus der Franzosenzeit. 1911. (Digitalisat)